# Short track ai VII Giochi asiatici invernali - 1500 metri femminili
La specialità dei 1500 metri femminili di short track dei VII Giochi asiatici invernali si è svolta il 31 gennaio 2011 al Velodromo Saryarka di Astana, in Kazakistan.

## Risultati
Legenda
- DNS — Non partita
- PEN — Penalità

### Batterie

#### Gruppo 1
| Class | Atlete                 | Tempo    | Note |
| ----- | ---------------------- | -------- | ---- |
| 1     | Cho Ha-ri (KOR)        | 2:59.655 | QA   |
| 2     | Fan Kexin (CHN)        | 2:59.773 | QA   |
| 3     | Wang Xinyue (HKG)      | 3:00.233 | QB   |
| 4     | Chung Hsiao-ying (TPE) | 3:00.281 | QB   |

#### Gruppo 2
| Class | Atlete                 | Tempo    | Note |
| ----- | ---------------------- | -------- | ---- |
| 1     | Zhou Yang (CHN)        | 2:38.313 | QA   |
| 2     | Yasuko Sakashita (JPN) | 2:39.742 | QA   |
| 3     | Darya Volokitina (KAZ) | 2:39.840 | QB   |
| 4     | Ju Yun-mi (PRK)        | 2:41.122 | QB   |
| 5     | Tsou Mu-yin (TPE)      | 2:50.528 |      |

#### Gruppo 3
| Class | Atlete              | Tempo    | Note |
| ----- | ------------------- | -------- | ---- |
| 1     | Park Seung-hi (KOR) | 3:14.934 | QA   |
| 2     | Biba Sakurai (JPN)  | 3:15.048 | QA   |
| 3     | Xeniya Motova (KAZ) | 3:15.725 | QB   |
| 4     | Kim Mi-hyang (PRK)  | 3:15.862 | QB   |

### Finali

#### Finale B
| Class | Atlete                 | Tempo    |
| ----- | ---------------------- | -------- |
| 1     | Darya Volokitina (KAZ) | 3:00.443 |
| 2     | Ju Yun-mi (PRK)        | 3:00.522 |
| 3     | Kim Mi-hyang (PRK)     | 3:00.662 |
| 4     | Xeniya Motova (KAZ)    | 3:00.723 |
| —     | Wang Xinyue (HKG)      | PEN      |
| —     | Chung Hsiao-ying (TPE) | DNS      |

#### Finale A
| Class   | Atlete                 | Tempo    |
| ------- | ---------------------- | -------- |
| Oro     | Cho Ha-ri (KOR)        | 2:38.442 |
| Argento | Park Seung-hi (KOR)    | 2:38.621 |
| Bronzo  | Biba Sakurai (JPN)     | 2:38.724 |
| 4       | Zhou Yang (CHN)        | 2:38.895 |
| 5       | Fan Kexin (CHN)        | 2:39.952 |
| 6       | Yasuko Sakashita (JPN) | 2:40.472 |